# Киампо
Киа̀мпо (на италиански: Chiampo; на венециански: Cianpo, Чанпо) е град и община в Северна Италия, провинция Виченца, регион Венето. Разположен е на 175 m надморска височина. Населението на общината е 13 026 души (към 2015 г.).